# エジプト

エジプト・アラブ共和国
جمهورية مصر العربية

国の標語：なし
国歌：بلادي، بلادي، بلادي（アラビア語）
我が祖国

エジプト・アラブ共和国（エジプト・アラブきょうわこく、アラビア語:  جُمْهُورِيَّة مِصْرَ العَرَبِيَّة）、通称：エジプト（アラビア語: مِصْرُ）は、中東および北アフリカに位置する共和制国家。首都はカイロであるが、カイロ東郊・新行政首都への首都移転が進められている。
アフリカ大陸では北東端に位置し、西にリビア、南にスーダン、北東のシナイ半島ではイスラエル、パレスチナ国・ガザ地区と国境を接する。北部は地中海、東部は紅海に面している。

## 概要
エジプトは中東とアフリカ大陸の接点に存在し、古代文明が存在していた地域のひとつに数え上げられる。その文字記録された歴史は紀元前4千年紀にまで遡れる。民族・宗教的にはアラブ世界、イスラム世界の一国である。
エジプトはアラブ連盟、アフリカ連合、イスラム協力機構、BRICSの加盟国である。
人口はアラブ諸国で最も多く、2020年2月に1億人を超えている。同国地域には数千年前の古代都市の痕跡や幾多もの史跡がナイル川に沿う形で点在している。同国はMENA地域において2番目に人口密度の高い国と見做されており、中でもカイロは世界で最も人口密度の高い都市のひとつに当たる。
また、水源が乏しい国の一つとしても知られており、南北に流れるナイル川の河谷とデルタ地帯（ナイル・デルタ）のほかは、国土の大部分の95%以上が砂漠である。ナイル河口の東には地中海と紅海を結ぶスエズ運河がある。

## 国号
正式名称はアラビア語で جُمْهُورِيّةُ مِصْرَ العَرَبيّةِ（ラテン翻字: Jumhūrīyat Miṣr al-ʿArabīyahないしはal-ʿArabīya, ジュムフーリーヤ・ミスル・アル＝アラビーヤ）。通称は مِصْرُ（標準語: Miṣr ミスル、エジプト方言ほか、口語アラビア語: [mɑsˤɾ] マスル）。コプト語: Ⲭⲏⲙⲓ（Khemi ケーミ）。
アラビア語の名称ミスルは、古代からセム語でこの地を指した名称である。なお、セム語の一派であるヘブライ語では、双数形のミスライム（מצרים, ミツライム）となる。
公式の英語表記は Arab Republic of Egypt。通称 Egypt [ˈiːdʒɨpt]。発音は「イージプト」に近い。形容詞はEgyptian [ɨˈdʒɪpʃən]。エジプトの呼称は、古代エジプト語のフート・カア・プタハ（プタハの魂の神殿）から転じてこの地を指すようになったギリシャ語の単語である、ギリシャ神話のアイギュプトスにちなむ。
日本語の表記はエジプト・アラブ共和国。通称エジプト。漢字では埃及と表記し、埃と略される。漢字「埃及」に基づいて直接音読み取る「アイキュウ」もあった。
- 1882年 - 1922年：（イギリス領エジプト（英語版））
- 1922年 - 1953年：エジプト王国
- 1953年 - 1958年：エジプト共和国
- 1958年 - 1971年 アラブ連合共和国
- 1971年 - 現在：エジプト・アラブ共和国

## 歴史

### 古代エジプト

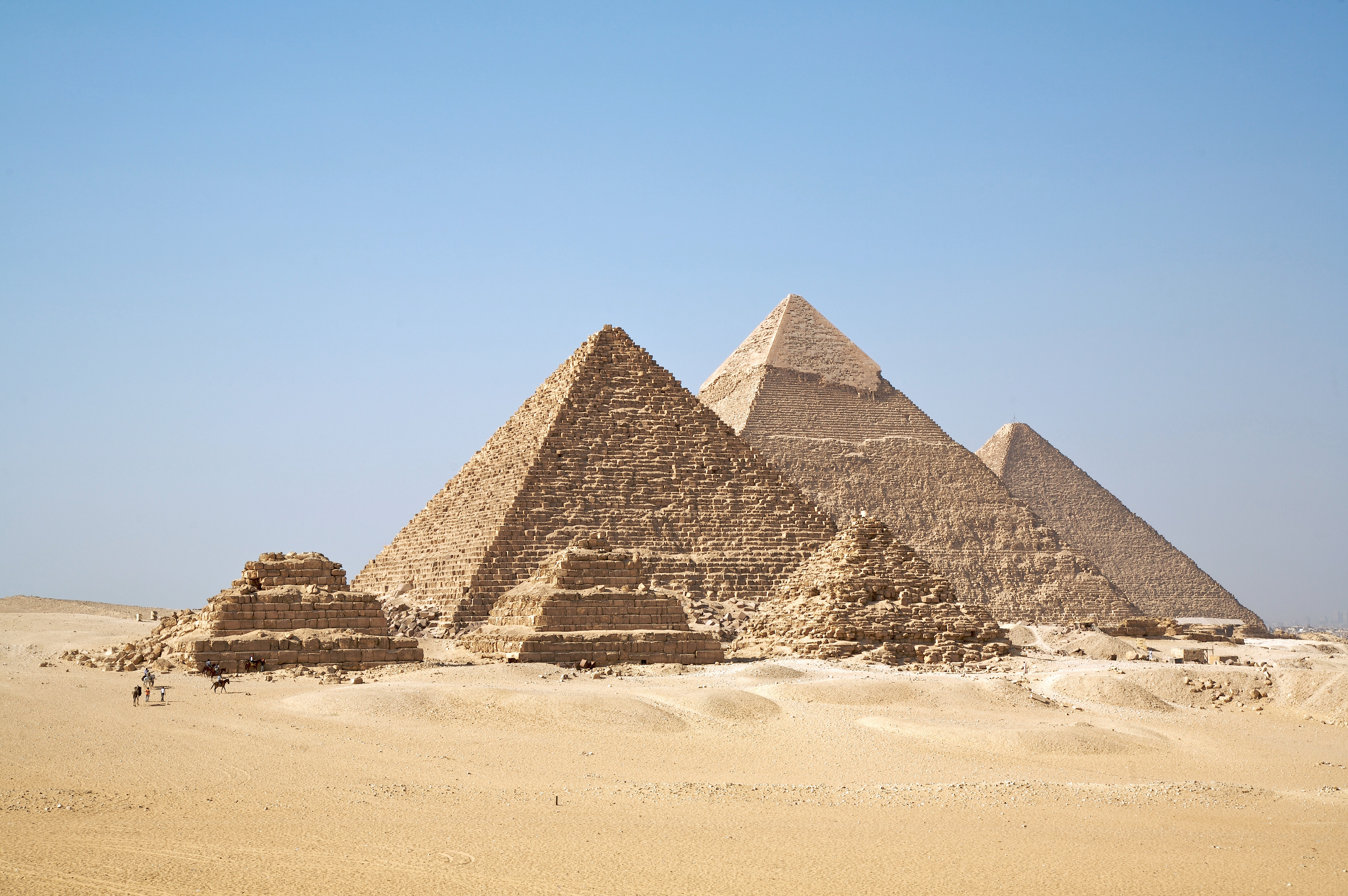
ギザの三大ピラミッド

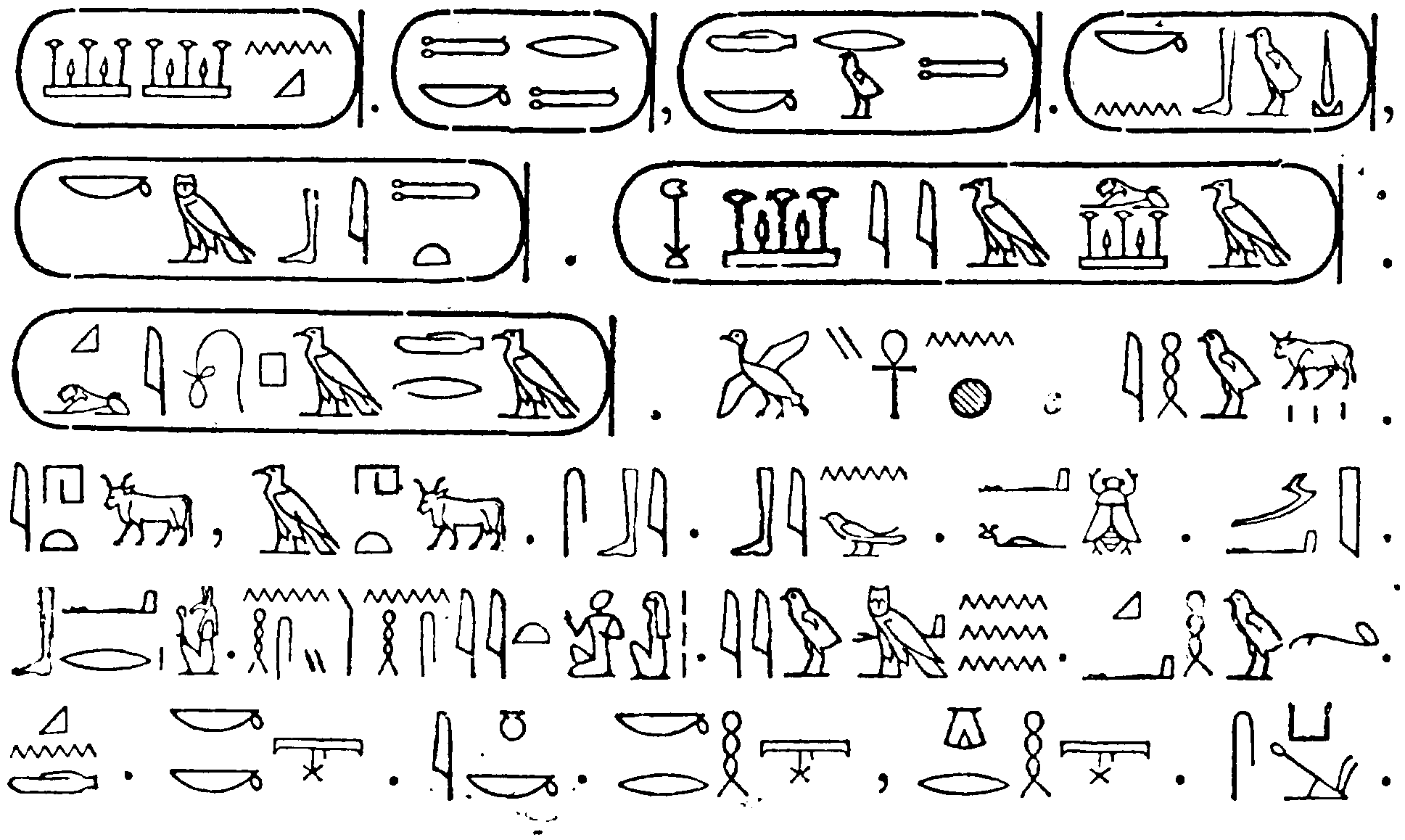
ヒエログリフ

「エジプトはナイルの賜物」という古代ギリシアの歴史家ヘロドトスの言葉で有名なように、エジプトは豊かなナイル川のデルタに支えられ古代エジプト文明を発展させてきた。エジプト人は紀元前3000年ごろには早くも国家を形成し、ピラミッドや王家の谷、ヒエログリフなどを通じて世界的によく知られている高度な文明を発達させた。

### 統一オリエント〜ローマ帝国時代
3000年にわたる諸王朝の盛衰の末、紀元前663年にアッシリア帝国によって征服された。アッシリアの滅亡後一時独立を回復したものの、紀元前525年にアケメネス朝ペルシアによって再び征服され、民族国家としての独立性を失った。
紀元前332年にはアレクサンドロス大王の東征に伴いマケドニア帝国に組み込まれ、大王の死後その部将の一人であるプトレマイオス1世によってプトレマイオス朝が成立し、ヘレニズム文化と在来文化の融合を果たした。
末代の女王クレオパトラ7世の奮闘も虚しく、プトレマイオス朝は紀元前30年にローマの将軍オクタウィアヌスによって滅ぼされ、エジプトはアイギュプトゥス属州としてローマ帝国の支配下に置かれた。紀元後に入ってはキリスト教が広まり、後にコプト正教会が生まれた。豊かな穀倉地帯であったために皇帝の直接統治領となり、ローマとその後継のビザンツ帝国時代に通して帝国行政の一翼を担った。

### イスラム化時代
639年にイスラム帝国の将軍アムル・イブン・アル＝アースによって征服され、ウマイヤ朝およびアッバース朝の一部となった。アッバース朝の支配が衰えると、そのエジプト総督から自立したトゥールーン朝、イフシード朝の短い支配を経て、969年に現在のチュニジアで興ったファーティマ朝によって征服された。これ以来、アイユーブ朝、マムルーク朝とエジプトを本拠地としてシリア地方まで版図に組み入れたイスラム王朝が500年以上にわたって続く。特に250年間続いたマムルーク朝の下で中央アジアやカフカスなどアラブ世界の外からやってきたマムルーク（奴隷軍人）による支配体制が確立した。
1517年に、マムルーク朝を滅ぼしてエジプトを属州としたオスマン帝国の下でもマムルーク支配は温存された（エジプト・エヤレト）。

### ムハンマド・アリー朝

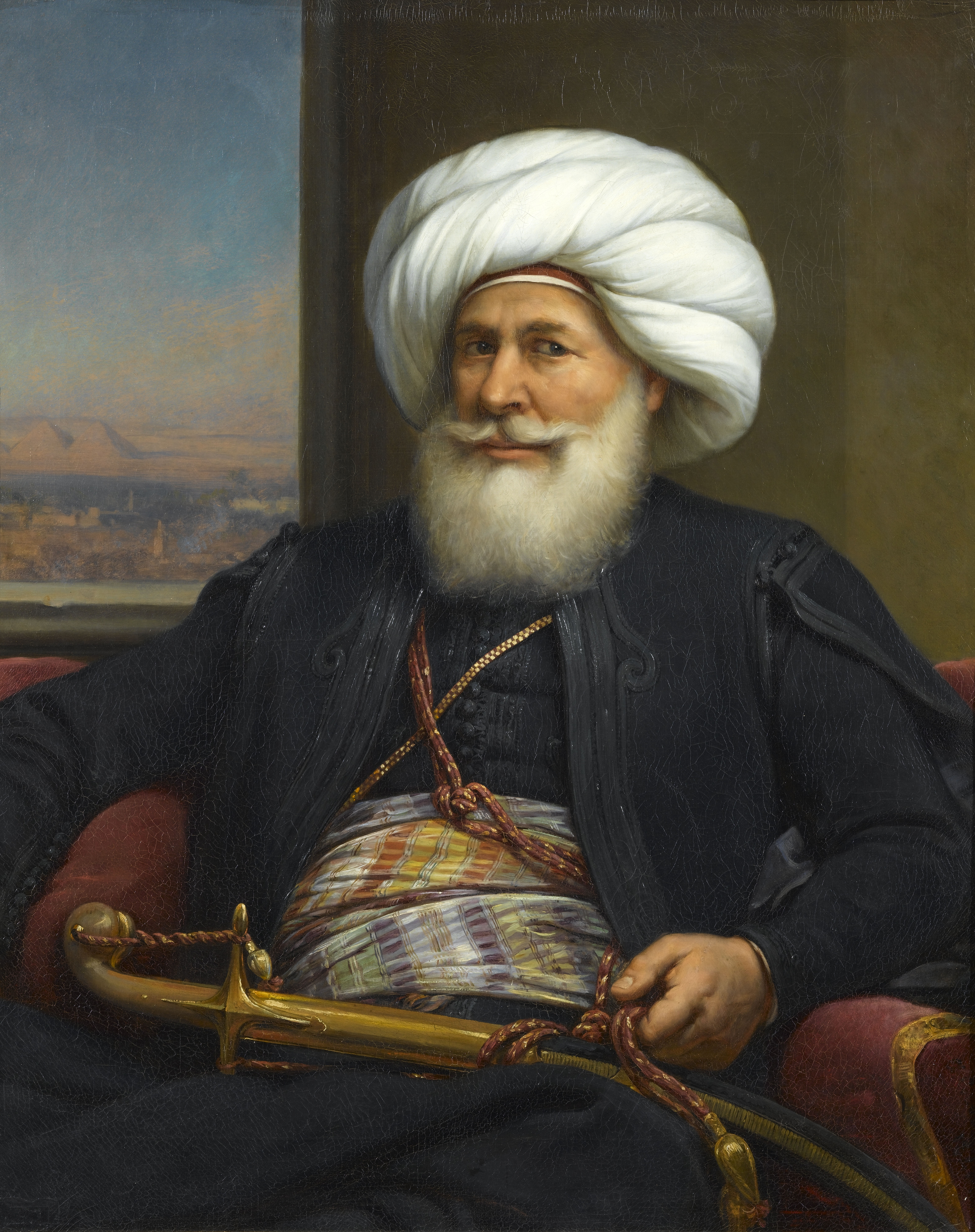
ムハンマド・アリー

1798年、フランスのナポレオン・ボナパルトによるエジプト遠征をきっかけに、エジプトは近代国家形成の時代を迎える。フランス軍撤退後、混乱を収拾して権力を掌握したのはオスマン帝国が派遣したアルバニア人部隊の隊長としてエジプトにやってきた軍人のムハンマド・アリーであった。彼は実力によってエジプト総督に就任すると、マムルークを打倒して総督による中央集権化を打ち立て、経済・軍事の近代化を進め、エジプトをオスマン帝国から半ば独立させることに成功した。アルバニア系ムハンマド・アリー家による世襲政権を打ち立てた（ムハンマド・アリー朝）。しかし、当時の世界に勢力を広げたヨーロッパ列強はエジプトの独立を認めず、また、ムハンマド・アリー朝の急速な近代化政策による社会矛盾は結局、エジプトを列強に経済的に従属させることになった。

### イギリスの進出
1882年、アフマド・オラービーが中心となって起きた反英運動（ウラービー革命）がイギリスによって武力鎮圧された。エジプトはイギリスの保護国となる。結果として、政府の教育支出が大幅カットされるなどした。1914年には、第一次世界大戦によってイギリスがエジプトの名目上の宗主国であるオスマン帝国と開戦したため、エジプトはオスマン帝国の宗主権から切り離された。1919年3月にイギリス当局が、元官僚で当時ワフド党を率い独立運動を指導したサアド・ザグルールらを逮捕・国外追放した事がかえって反発を招き、これを契機として反英独立運動たるエジプト革命が勃発した。

### 独立・エジプト王国
第一次世界大戦後の1922年2月28日にエジプト王国が成立し、翌年イギリスはその独立を認めたが、その後もイギリスの間接的な支配体制は続いた。
エジプト王国は立憲君主制を布いて議会を設置し、緩やかな近代化を目指した。
第二次世界大戦では、1940年9月12日、枢軸国軍であるイタリア王国軍がリビアから侵攻したが英軍が撃退した（北アフリカ戦線）。第二次世界大戦前後から、現在はイスラエルになっている地域へのユダヤ人移民に伴うパレスチナ問題の深刻化、1948年から1949年のパレスチナ戦争（第一次中東戦争）でのイスラエルへの敗北、経済状況の悪化、ムスリム同胞団など政治のイスラム化（イスラム主義）を唱える社会勢力の台頭によって次第に動揺していった。

### エジプト共和国
この状況を受けて1952年、軍内部の秘密組織自由将校団がクーデターを起こし、国王ファールーク1世を亡命に追い込み、ムハンマド・アリー朝を打倒した（エジプト革命）。生後わずか半年のフアード2世を即位させ、自由将校団団長のムハンマド・ナギーブが首相に就任して権力を掌握した。さらに翌年の1953年、国王を廃位して共和政へと移行。ナギーブが首相を兼務したまま初代大統領となり、エジプト共和国が成立した。

### ナーセル政権

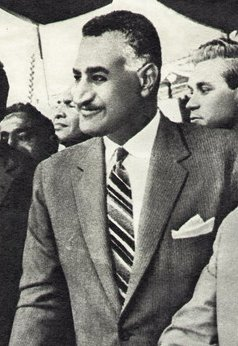
ガマール・アブドゥル＝ナーセル。第二次中東戦争に勝利し、スエズ運河を国有化した。ナーセルの下でエジプトは汎アラブ主義の中心となった。

1956年、第2代大統領に就任したガマール・アブドゥル＝ナーセルの下でエジプトは冷戦下での中立外交と汎アラブ主義（アラブ民族主義）を柱とする独自の政策を進め、第三世界・アラブ諸国の雄として台頭する。同年にエジプトはスエズ運河国有化を断行し、これによって勃発した第二次中東戦争（スエズ戦争）で政治的に勝利を収めた。1958年にはシリアと連合してアラブ連合共和国を成立させた。しかし1961年にはシリアが連合から脱退し、国家連合としてのアラブ連合共和国はわずか3年で事実上崩壊した。さらに1967年の第三次中東戦争は惨敗に終わり、これによってナーセルの権威は求心力を失った。

### サーダート政権

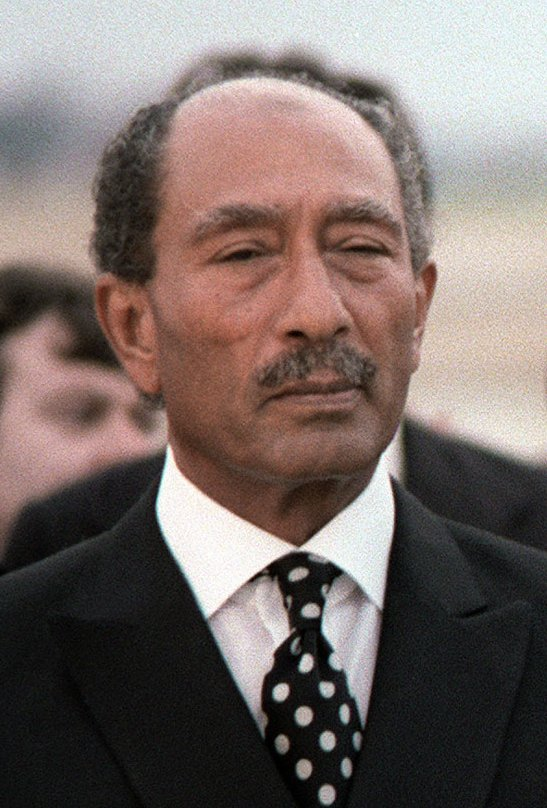
アンワル・アッ＝サーダート

1970年に急死したナーセルの後任となったアンワル・アッ＝サーダートは、自ら主導した第四次中東戦争後にソビエト連邦と対立してアメリカ合衆国など西側諸国に接近。社会主義的経済政策の転換、イスラエルとの融和など、ナーセル路線からの転換を進めた。1971年には、国家連合崩壊後もエジプトの国号として使用されてきた「アラブ連合共和国」の国号を捨ててエジプト・アラブ共和国に改称した。また、サーダートは、経済の開放などに舵を切るうえで、左派に対抗させるべくイスラーム主義勢力を一部容認した。
さらに、1977年には物価上昇に抗議する暴動を共産主義者によるものと断定、既に結党が禁止されていたエジプト共産党などの左翼組織の弾圧を強化した。
しかしサーダートは、イスラエルとの和平を実現させたことの反発を買い、1981年にイスラム過激派のジハード団によって暗殺された。

### ムバーラク政権

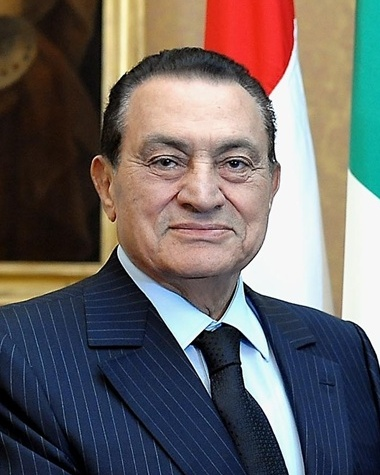
アラブの春で失脚するまで30年以上にわたり長期政権を維持したホスニー・ムバーラク

イラクのクウェート侵攻はエジプトの国際収支を悪化させた。サーダートに代わって副大統領から大統領に昇格したホスニー・ムバーラクは、対米協調外交を進める一方、開発独裁的な政権を20年以上にわたって維持した。
ムバラク政権は1990年12月に「1000日計画」と称する経済改革案を発表した。クウェート解放を目指す湾岸戦争では多国籍軍へ2万人を派兵し、これにより約130億ドルも対外債務を減らすという外交成果を得た。累積債務は500億ドル規模であった。軍事貢献により帳消しとなった債務は、クウェート、サウジアラビアに対するものと、さらに対米軍事債務67億ドルであった。1991年5月には国際通貨基金（IMF）のスタンドバイクレジットおよび世界銀行の構造調整借款（SAL）が供与され、パリクラブにおいて200億ドルの債務削減が合意された。エジプト経済の構造調整で画期的だったのは、ドル・ペッグによる為替レート一本化であった。
ムバーラクが大統領就任と同時に発令した非常事態法は、彼が追放されるまで30年以上にわたって継続された。

### ムルシー政権

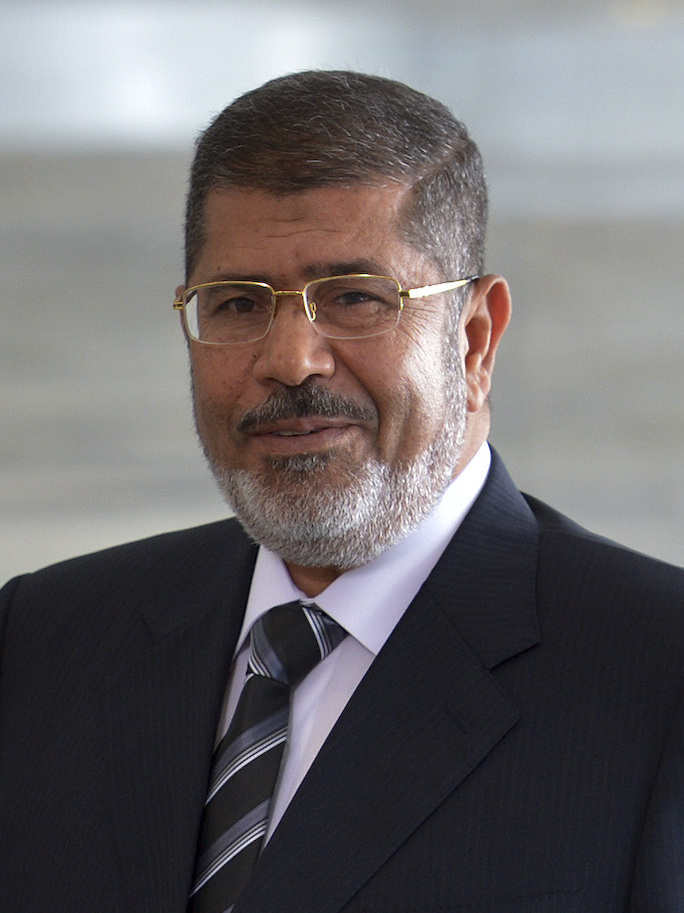
民主化後初の大統領だったムハンマド・ムルシー

チュニジアのジャスミン革命に端を発した近隣諸国での「色の革命」がエジプトにも波及し、2011年1月、30年以上にわたって独裁体制を敷いてきたムバーラク大統領の辞任を求める大規模なデモが発生した。同2月には大統領支持派によるデモも発生して騒乱となり、国内主要都市において大混乱を招いた。大統領辞任を求める声は日に日に高まり、2月11日、ムバーラクは大統領を辞任し、全権がエジプト軍最高評議会に委譲された。同年12月7日にはカマール・ガンズーリを暫定首相とする政権が発足した。その後、2011年12月から翌年1月にかけて人民議会選挙が、また2012年5月から6月にかけて大統領選挙が実施されムスリム同胞団(自由公正党)のムハンマド・ムルシーが当選し、同年6月30日の大統領に就任した。ただし、大統領選挙決選投票直前に裁判所は選挙法が違憲との理由で人民議会の解散命令を出しており、立法権はムバーラク政権に近い軍最高評議会が有することとなった。
2012年11月以降、新憲法の制定などをめぐって反政府デモや暴動が頻発した（2012年-13年エジプト抗議運動）。ムルシー政権は、政権への不満が大規模な暴動に発展するにつれて、当初の警察改革を進める代わりに既存の組織を温存する方向に転換した。ムハンマド・イブラヒームが内相に就任した2013年1月以降、治安部隊による政治家やデモ隊への攻撃が激化。1月末には当局との衝突でデモ参加者など40人以上が死亡したが、治安部隊への調査や処罰は行われていない。イブラヒーム内相は「国民が望むならば辞任する用意がある」と2月に述べた。
ムルシー政権は発足後約1年後の2013年7月3日、軍部によるクーデターによって終焉を迎えた。

### アッ＝シーシー政権

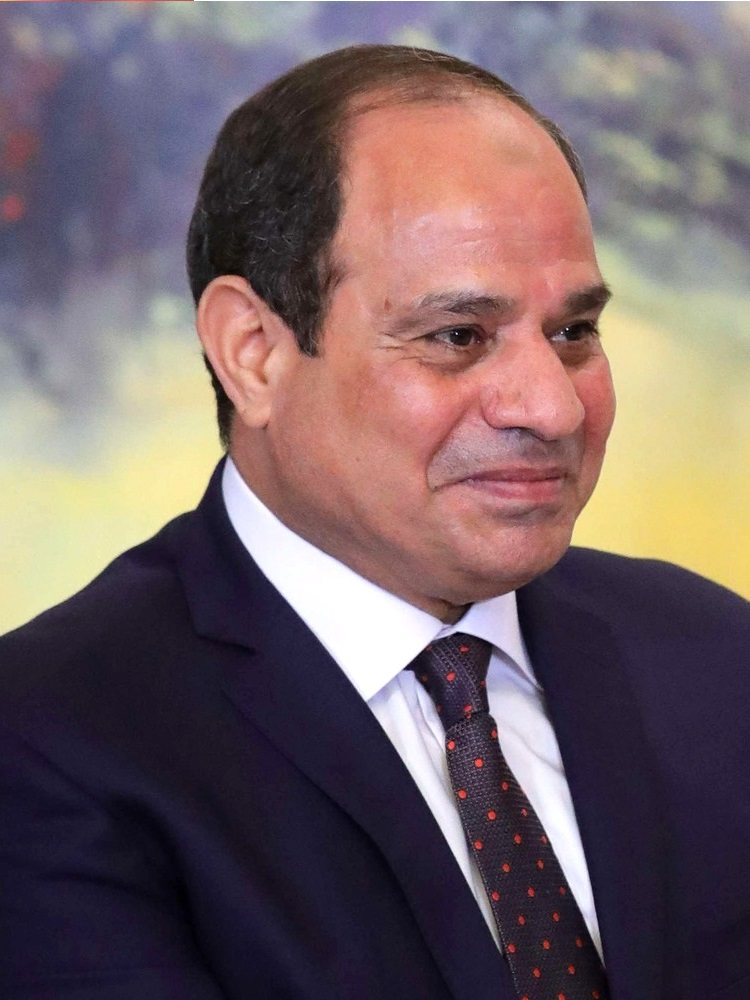
アブドルファッターフ・アッ＝シーシー。2013年のクーデターを主導し、大統領に就任した。

2014年5月26日 - 28日に行われた大統領選挙では2013年のクーデターの主導者アブドルファッターフ・アッ＝シーシーが当選して6月8日、大統領に就任し、8月5日からは新スエズ運河の建設など大規模なプロジェクトを推し進めた。2015年3月13日には、カイロの東側に向こう5 - 7年で、450億ドルを投じて新しい行政首都の建設も計画していることを明らかにした。行政と経済の中心となる新首都はカイロと紅海の間に建設され、広さは約700平方キロメートルで、米ニューヨークのマンハッタンのおよそ12倍の面積の予定であり、大統領府などエジプトの行政を担う地区は当初覚書を交わしたUAEのエマール・プロパティーズや中国の中国建築股份有限公司との破談はあったものの2016年4月に地元企業によって工事を開始し、代わりにエジプト政府がピラミッドに匹敵する一大事業のランドマークと位置づけている、アフリカで最も高いビルも建設予定である経済を担う中央業務地区を中国企業が請け負って2018年3月に着工した。

## 政治

### 政体
同国は共和制を採っている。

### 大統領
国家元首である大統領は、立法・行政・司法の三権において大きな権限を有する。また国軍（エジプト軍）の最高司令官でもある。大統領の選出は、直接選挙による。任期は4年で、三選禁止となった。最高大統領選挙委員会（The Supreme Presidential Election Commission, SPEC）委員長は、最高憲法裁判所長官が兼任していたが、現在は副長官がその任を負う。
第2代大統領ガマール・アブドゥル＝ナーセル以来、事実上の終身制が慣例で、第4代大統領ホスニー・ムバーラクは1981年の就任以来、約30年にわたって独裁体制を築いた。ムバーラクの親米・親イスラエル路線が欧米諸国によって評価されたために、独裁が見逃されてきた面がある。当時は任期6年、再任可。議会が候補者を指名し、国民は信任投票を行っていた。ただし、2005年は複数候補者による大統領選挙が実施された。
2011年9月に大統領選が予定されていたが、2011年1月に騒乱状態となり、2月11日、ムバーラクは国民の突き上げを受ける形で辞任した。翌日より国防大臣で軍最高評議会議長のムハンマド・フセイン・タンターウィーが元首代行を務め、それは2012年エジプト大統領選挙の当選者ムハンマド・ムルシーが6月30日に大統領に就任するまで続いた。2011年3月19日、憲法改正に関する国民投票が行われ、承認された。
しかしムルシー政権発足からわずか1年後の2013年、軍事クーデターが勃発。ムルシーは解任され、エジプトは再び軍事政権へと逆戻りした。2014年1月に再び憲法が修正され、同年5月の大統領選挙を経て再び民政へと復帰した。

### 議会
議会は、両院制で上院は参議院、下院は代議院である。かつて、2014年に施行された憲法により、一院制となったが、2019年の憲法改正により、両院制に戻る。
参議院は全議席の内、3分の2を公選、3分の1は大統領による指名。代議院は、選挙制度を小選挙区制か比例代表制、またはその混合型とする。全議席の内5%以下を大統領が指名。そして、全議席の少なくとも25%（112議席）を女性枠とする。

### 選挙
2011年11月21日、イサーム・シャラフ暫定内閣は、デモと中央治安部隊の衝突で多数の死者が出たことの責任を取り軍最高評議会へ辞表を提出した。軍最高評議会議長タンターウィーは11月22日にテレビで演説し、「28日からの人民議会選挙を予定通り実施し、次期大統領選挙を2012年6月末までに実施する」と表明した。人民議会選挙は2011年11月28日から2012年1月までに、行政区ごとに3回に分けて、また、投票日を1日で終わりにせず2日間をとり、大勢の投票での混乱を緩和し実施、諮問評議会選挙も3月11日までに実施された。また5月23日と24日に大統領選挙の投票が実施された。
しかし、6月14日に最高憲法裁判所が出した「現行の議会選挙法は違憲で無効（3分の1の議員について当選を無効と認定）」との判決を受け、16日までにタンターウィー議長は人民議会解散を命じた。大統領選挙の決選投票は6月16日と17日に実施され、イスラム主義系のムハンマド・ムルシーが当選した。

### 政党
2011年3月28日に改正政党法が公表され、エジプトでは宗教を基盤とした政党が禁止された。そのため、ムスリム同胞団（事実上の最大野党であった）などは非合法化され、初めての選挙（人民議会選挙）では、ムスリム同胞団を母体とする自由公正党（アラビア語: حزب الحرية والعدالة - Ḥizb Al-Ḥurriya Wal-’Adala, 英: Freedom and Justice Party）が結成された。また、ヌール党（サラフィー主義、イスラーム保守派）、新ワフド党（エジプト最古の政党）、政党連合エジプト・ブロック（含む自由エジプト人党（世俗派）、エジプト社会民主党（中道左派）、国民進歩統一党（左派））、ワサト党、政党連合革命継続、公正党（アラビア語: حزب العدل - Hizb ElAdl, 英: Justice Party、今回の革命の中心を担った青年活動家による政党）など、全部で50以上の政党が参加していた。その後、自由と公正党が、2014年に最高裁判所により解党されている。2021年現在では、2020年の選挙により国民未来党が、上院は半数近く、下院は過半数を占めている。しかしながら、反対派の活動が徹底的に排除される中での選挙であった。

### 政府
- 首相・ムスタファ・マドブーリー 2018年6月就任。
- 国防大臣（英語版）・アブドゥルマジード・サクル（英語版） 2024年7月就任。

### 司法
ナポレオン法典とイスラム法に基づく、混合した法システム。フランスと同じく、司法訴訟と行政訴訟は別の系統の裁判所が担当する。
- 最高憲法裁判所（英語版） - 憲法裁判所で、法律が違憲か否かの最終判断を下す。1979年設立。長官はアドリー・マンスール（2013年7月1日 - ）[38]。ほか、10人の判事は1998年から2013年7月までに着任している[39]。長官は最高大統領選挙委員会（The Supreme Presidential Election Commission, SPEC）の委員長を兼任していたが[40]、2012年9月には副長官ハーティム・バガートゥーが務めていた[41]。
- 司法省管轄の一般の裁判所 - 最高裁判所（破毀院、1931年設立）と以下の下級裁判所（控訴院、第一審裁判所、地区裁判所および家庭裁判所 - 2004年設立）からなる。
- 国務院管轄の行政裁判所 - コンセイユ・デタ - 1946年設立[42]。2011年2月19日、従来の政党委員会（政府運営）の申請却下に対する不服申し立てを認めた形の判決で、政党の許認可[43]を、4月16日、与党・国民民主党（NDP）の解散を裁定した。

## 国際関係
国力、文化的影響力などの面からアラブ世界のリーダーとなっている。ガマール・アブドゥル＝ナーセル時代には非同盟諸国の雄としてアラブに限らない影響力を持ったが、ナーセル死後はその影響力は衰えた。ナーセル時代は親ソ連だった外交はサーダート時代に入って親米路線となり、さらにそれに伴いイスラエルとの外交関係が進展。1978年のキャンプ・デービッド合意とその翌年のイスラエル国交樹立によって親米路線は確立したが、これはイスラエルを仇敵とするアラブ諸国の憤激を買い、ほとんどのアラブ諸国から断交されることとなった。その後、1981年にサーダートが暗殺された後に政権を握ったムバーラクは親米路線を堅持する一方、アラブ諸国との関係回復を進め、1988年にはシリア、レバノン、リビアを除く全てのアラブ諸国との関係が回復した。以降はアラブの大国として域内諸国と協調する一方、アフリカの一国として2004年9月には国際連合安全保障理事会の常任理事国入りを目指すことを表明した。2011年、パレスチナのガザの検問所を開放した。また、イランとの関係を修復しようとしている。
シーシー政権はムスリム同胞団政権時代のこうした外交政策とは一線を画している。欧米や日本、親米アラブ諸国、イスラエルのほか、中国やロシアなどと広範な協力関係を築いている。
2017年カタール外交危機では、サウジアラビアとともに、ムスリム同胞団を支援してきたカタールと国交を断絶した国の一つとなった。またサウジアラビアとは、アカバ湾口に架橋して陸上往来を可能とするプロジェクトが話し合われた（「チラン島」を参照）。

### 日本国との関係
- 在留日本人数719人（2021年10月現在）[7]
- 在留エジプト人数1933人（2021年6月現在）[7]

## 軍事

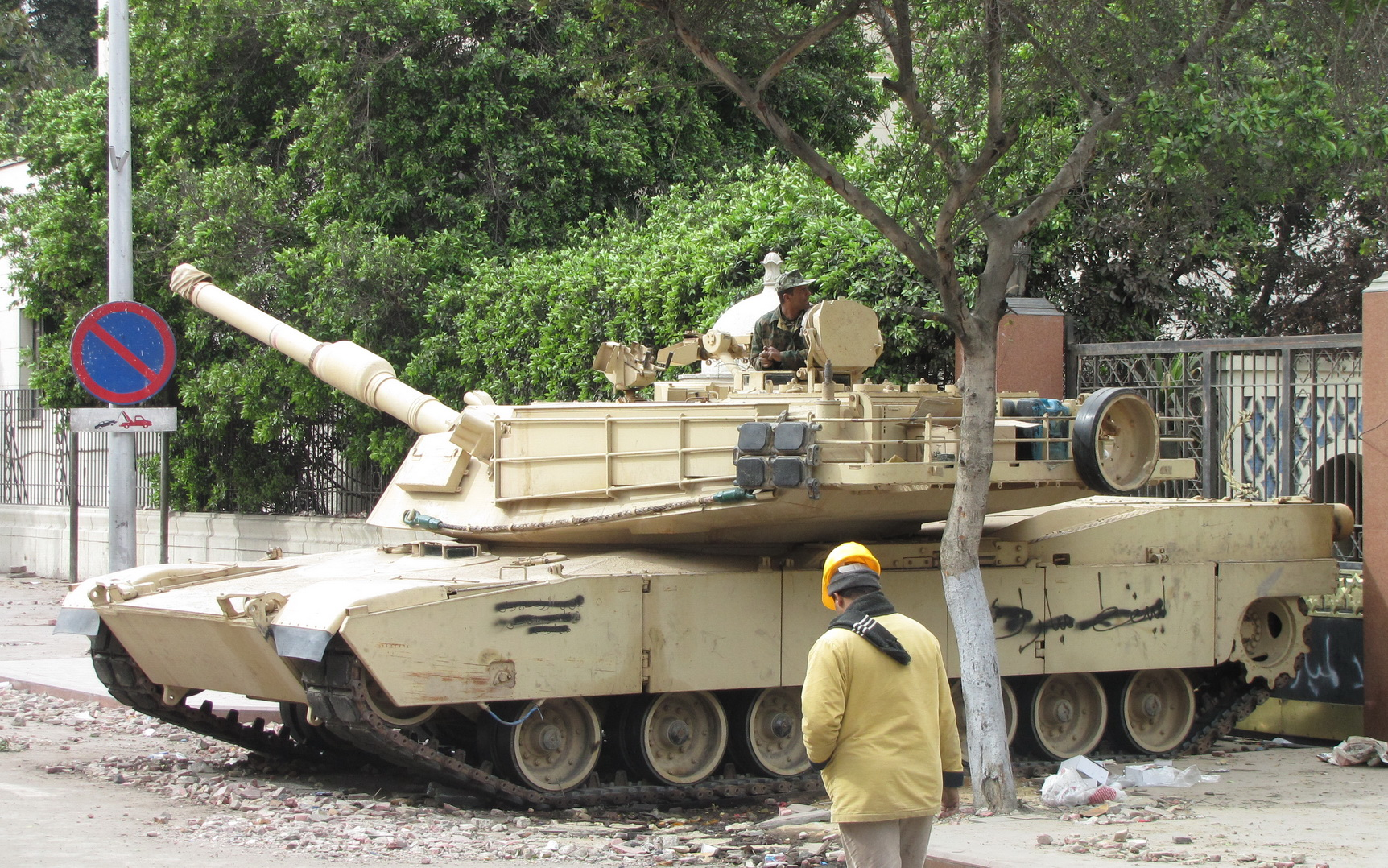
陸軍の主力戦車M1エイブラムス

中東有数の軍事大国であり、イスラエルと軍事的に対抗できる数少ないアラブ国家であると目されている。2010年11月見積もりの総兵力は46万8,500人。予備役47万9,000人。兵員数は陸軍34万人（軍警察を含む）、海軍1万8,500人（沿岸警備隊を含む）、空軍3万人、防空軍8万人。内務省管轄の中央治安部隊、国境警備隊と国防省管轄の革命国家警備隊（大統領親衛隊）の準軍事組織が存在する。
イスラエルとは4度にわたる中東戦争（消耗戦争も含めて5度）で毎回干戈を交えたが、第二次中東戦争で政治的な勝利を得、第四次中東戦争の緒戦で勝利を収めたほかは劣勢のまま終わっている。その後は平和条約を交わしてイスラエルと接近し、シーシー政権下ではシナイ半島で活動するイスラム過激派（ISIL）に対する掃討作戦で、イスラエル空軍による爆撃を容認していることを公式に認めた。
軍事的にはアメリカと協力関係にあるため、北大西洋条約機構（NATO）のメンバーではないものの同機構とは親密な関係を保っている。また、ロシアや中国からも武器の供給を受けており、中露が主導する上海協力機構にも対話パートナーとして参加している。

## 地理

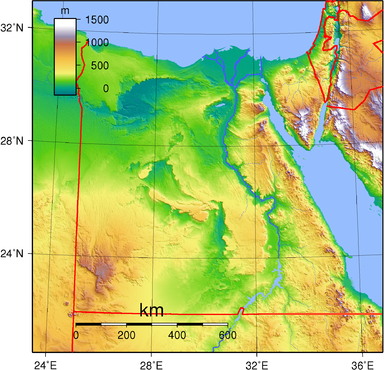
エジプトの地形図

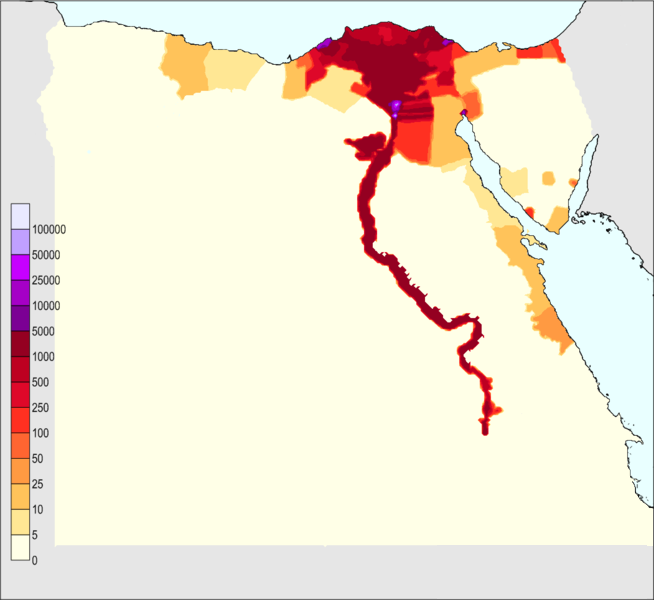
エジプトの人口分布図

アフリカ大陸北東隅に位置し、国土面積は100万2,450㎢で、世界で30番目の大きさである。国土の95%は砂漠で、ナイル川の西側にはサハラ砂漠の一部である西部砂漠（リビア砂漠）、東側には紅海とスエズ湾に接する東部砂漠（الصحراء الشرقية - シャルキーヤ砂漠）がある。西部砂漠には海抜0m以下という地域が多く、面積1万8,000km2の広さをもつカッターラ低地は海面より133mも低く、ジブチのアッサル湖に次いでアフリカ大陸で2番目に低い地点である。シナイ半島の北部は砂漠、南部は山地になっており、エジプト最高峰のカテリーナ山（2,637m）や、旧約聖書でモーセが十戒を授かったといわれるシナイ山（2,285m）がある。シナイ半島とナイル河谷との間はスエズ湾が大きく湾入して細くくびれた地峡となっており、ここがアフリカ大陸とユーラシア大陸の境目とされている。この細い部分は低地であるため、スエズ運河が建設され、紅海と地中海、ひいてはヨーロッパとアジアを結ぶ大動脈となっている。紅海に面したファウル湾にある島々の中で最大のザバルガド島は、地質学的にユニークと考えられる隆起したマントルと考えられている。

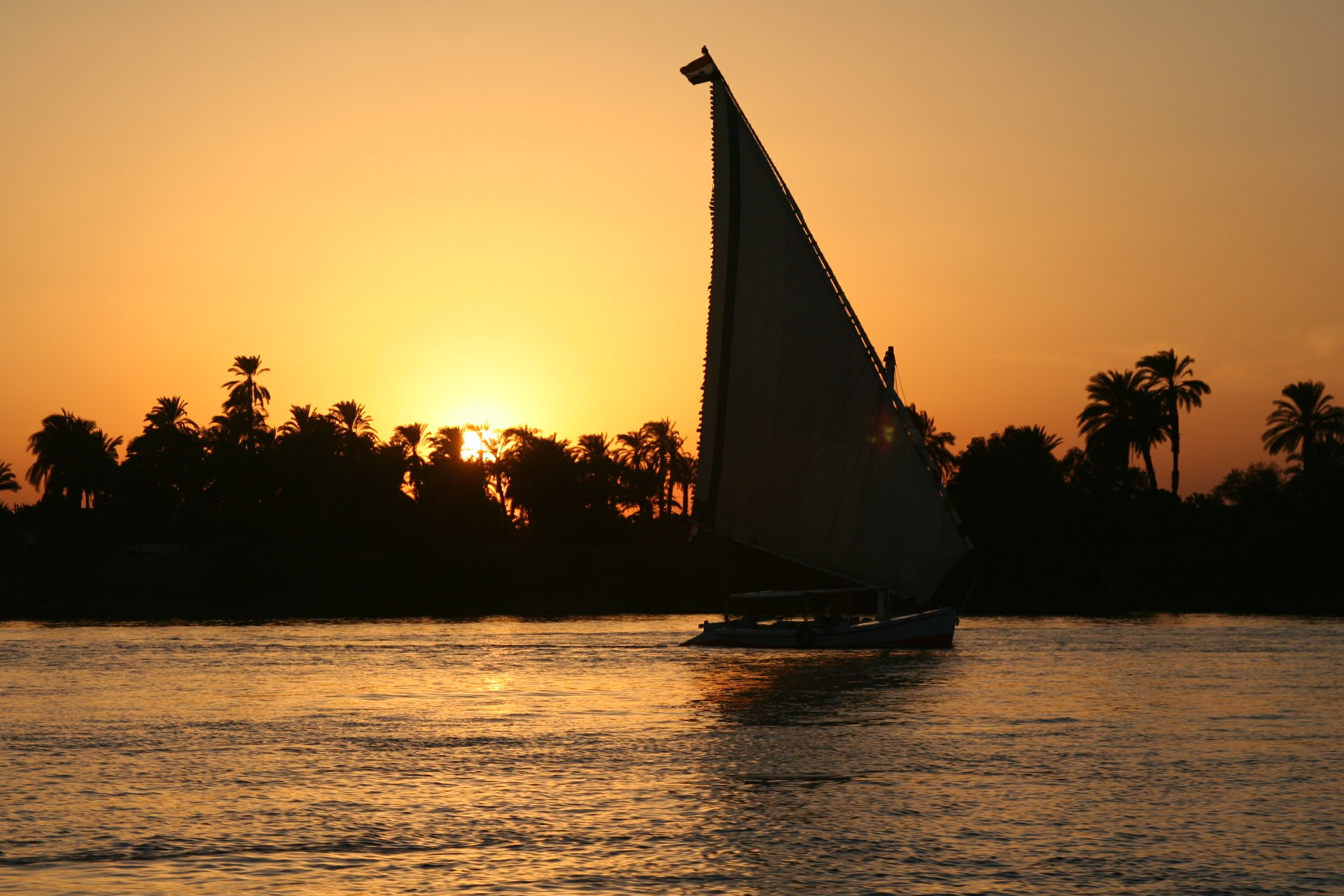
ナイル川

ナイル川は南隣のスーダンで白ナイル川と青ナイル川が合流し、エジプト国内を南北1,545Kmにもわたって北上し、河口で広大なデルタを形成して地中海に注ぐ。アスワン以北は人口稠密な河谷が続くが、幅は5Kmほどとさほど広くない。上エジプト中部のキーナでの湾曲以降はやや幅が広がり、アシュート近辺で分岐の支流がファイユーム近郊のカールーン湖（Birket Qarun、かつてのモエリス湖）へと流れ込む。この支流によって、カールーン湖近辺は肥沃なファイユーム・オアシスを形成している。一方、本流は、カイロ近辺で典型的な扇状三角州となるナイル・デルタは、地中海に向かって約250Kmも広がっている。かつてはナイル川によって運ばれる土で、デルタ地域は国内でもっとも肥沃な土地だったが、アスワン・ハイ・ダムによってナイル川の水量が減少したため、地中海から逆に塩水が入りこむようになった。ナイル河谷は、古くから下エジプトと上エジプトという、カイロを境にした2つの地域に分けられている。前者はデルタ地域を指し、後者はカイロから上流の谷を指している。ナイル河谷は、世界でももっとも人口密度の高い地域の一つである。
ナイル河谷以外にはほとんど人は住まず、わずかな人がオアシスに集住しているのみである。乾燥が激しく地形がなだらかなため、特にリビア砂漠側にはワジ（涸れ川）が全くない。シーワ、ファラーフラ、ハルガ、バハレイヤ、ダフラといったオアシスが点在している。ナイル以東のシャルキーヤ砂漠は地形がやや急峻であり、ワジがいくつか存在する。紅海沿岸も降雨はほとんどないが、ナイルとアラビア半島を結ぶ重要な交通路に位置しているため、いくつかの小さな港が存在する。

### 国境
1885年に列強がドイツのベルリンで開いた会議で、それまでに植民地化していたアフリカの分割を確定した。リビア国境の大部分で東経25度に、スーダンでは北緯22度に定めたため、国境が直線的である。
スーダンとの間では、エジプトが実効支配するハラーイブ・トライアングルに対してスーダンも領有権を主張している。一方、その西にあるビル・タウィールは両国とも領有権を主張していない無主地である。

### 気候
国土の全域が砂漠気候で人口はナイル河谷およびデルタ地帯、スエズ運河付近に集中し、国土の大半はサハラ砂漠に属する。夏には日中の気温は40℃を超え、50℃になることもある。降雨はわずかに地中海岸にあるにすぎない。冬の平均気温は下エジプトで13 - 14℃、上エジプトで16℃程度である。2013年12月にはカイロ市内でも降雪・積雪があったが、観測史上初ということで注目された。

## 地方行政区画

エジプトの行政区画

エジプトの最上級の地方行政単位は、27あるムハーファザ（محافظة、県、州 と訳されることもある）である。知事は中央政府から派遣される官選知事で、内務省の管轄下において中央集権体制をとる。面積には極端な偏りがあり、ナイル川流域やナイル下流は非常に細分化されているにもかかわらず、南部は非常に大まかに分けられている。これは、エジプトの国土がナイル流域以外は全域が砂漠であり、居住者がほとんどいないことによるものである。

### 主要都市
| - アシュート - アスワン - マラウィー - アブ・シンベル - アレクサンドリア - イスマイリア - インバーバ - エスナ - エドフ - エル・アラメイン - カイロ | - ケナ - ギーザ - コム・オンボ - ザガジグ - サッカラ - シャルム・エル・シェイク - スエズ - スブラエルケーマ - ソハーグ - ダマンフール - タンター | - ディムヤート - ハルガダ - ファイユーム - ベニスエフ - ポートサイド - マハッラ・クブラー - マンスーラ - ミニヤ - メンフィス (エジプト) - ルクソール - ロゼッタ |

## 経済

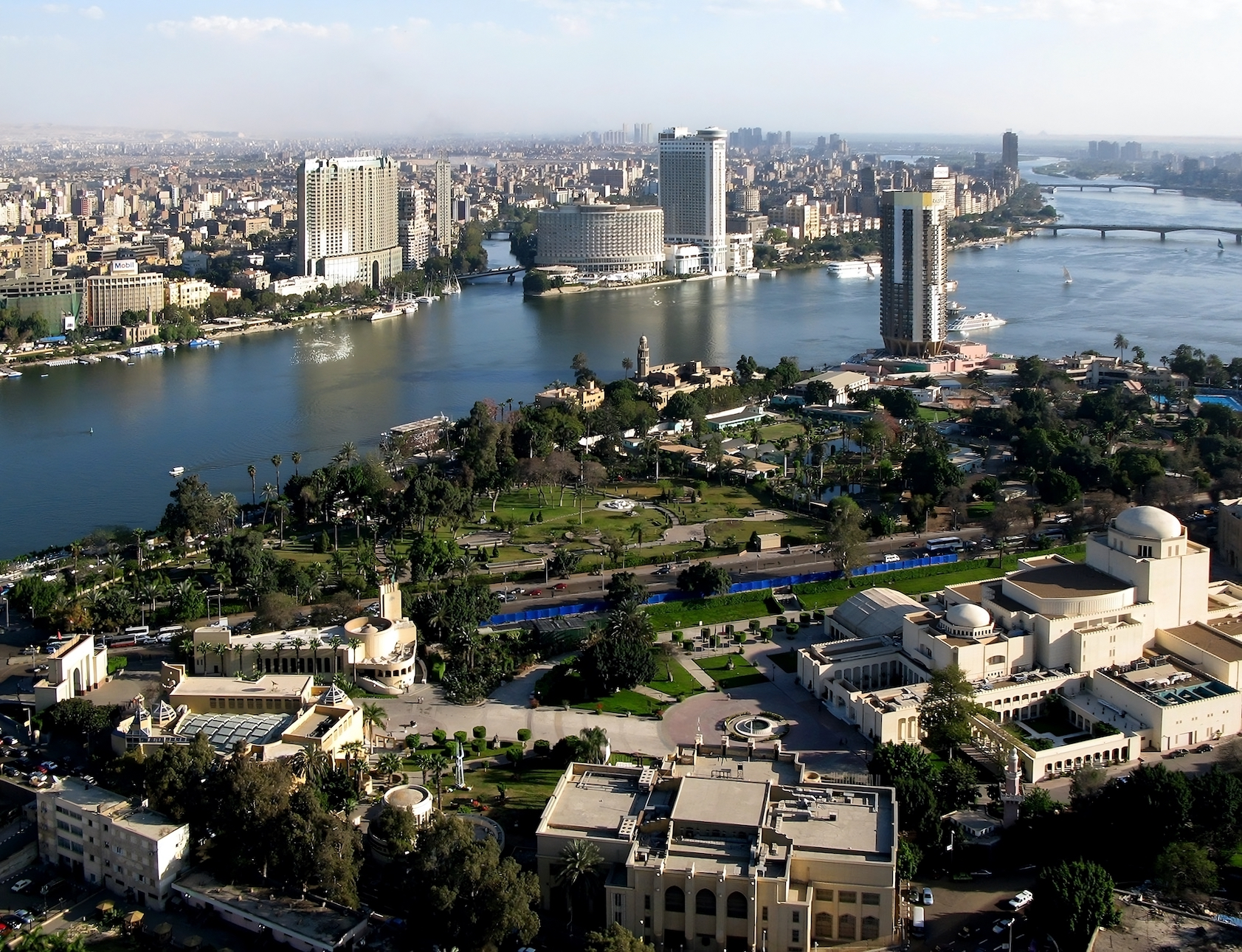
カイロはビジネス、文化、政治などを総合評価した世界都市格付けでアフリカ第1位の都市と評価された

2018年のエジプトの国内総生産（GDP）は約2,496億ドル（約27兆円）、一人当たりでは2,573ドルである。アフリカでは屈指の経済規模であり、2024年よりBRICSの加盟国となっている。一人当たりのGDPでみると、中東や北アフリカ諸国の中では最低水準であり、トルコの約4分の1、イランの半分に過ぎず、更に同じ北アフリカ諸国であるチュニジアやモロッコに比べても、水準は低い。
スエズ運河収入と観光産業収入、更には在外労働者からの送金の3大外貨収入の依存が大きく、エジプト政府は、それらの手段に安易に頼っている。更に政情に左右されやすい。
工業は石油などの資源はないが様々な工業が発展しており今後も成長が見込まれる。近年は情報技術（IT）産業が急速に成長している。しかしながらGDPの約半分が軍関連企業が占めていて主に農業　建築業などの工業を担っている。
金融はイスラーム銀行も近代式銀行の両方とも発達しており投資家層も厚く、アメリカのドナルド・トランプ政権にはエジプトの敏腕女性投資家が起用されている。
これまでは買い物や公共料金の支払いは現金、送金は窓口での手続きが主流であった。これはチップや喜捨として現金を渡すバクシーシの習慣が根付いていることも一因としてあったが、電子決済も急速に普及している。新型コロナウイルス感染症がエジプトでも流行し、他人との接触を減らす必要が生じたことも背景となっている。

### 農業
かつては綿花の世界的生産地であり、ナイル川のもたらす肥沃な土壌とあいまって農業が重要な役割を果たしていた。
しかし、通年灌漑の導入によってナイルの洪水に頼ることが減り、アスワン・ハイ・ダムの建設によって、上流からの土壌がせき止められるようになった。そのため、ダムによる水位コントロールによって農地が大幅に拡大した。農業生産高が格段に上がったにもかかわらず、肥料の集中投入などが必要になったため、コストが増大し、近年代表的な農業製品である綿製品は価格競争において後塵を拝している。
1970年代に農業の機械化および各種生産業における機械への転換により、地方での労働力の過剰供給が見受けられ、労働力は都市部に流出し、治安・衛生の悪化及び社会政策費の増大を招いた。1980年代には、石油産業従事者の増大に伴い、農業において労働力不足が顕著となる。このため綿花および綿製品の価格上昇を招き、国際競争力を失った。1990年代から、IMFの支援を受け経済成長率5%を達成するが、社会福祉政策の低所得者向け補助の増大および失業率10%前後と支出の増大に加え、資源に乏しく食料も輸入に頼るため、2004年には物価上昇率10%に達するなどの構造的問題を抱えている。現状、中小企業育成による国際競争力の強化、雇用創生に取り組んでいるが、結果が出ていない。2004年のナズィーフ内閣が成立後は、国営企業の民営化および税制改革に取り組んでいる。2008年、世界的な食料高騰によるデモが発生した。
また、「アラブの春」により、2012年 ～ 2014年の間は2 ～ 3%台と一時低迷していたが、その後政情の安定化により、2015年には、4%台に回復している。またIMFの勧告を受け、2016年に為替相場の大幅切り下げや補助金削減などの改革をしたことで、経済健全化への期待感より、外国からの資本流入が拡大していき、経済の復調を遂げている。
農業は農薬などを大量に使っているためコストが高くなっているが、それなりの食料自給率を保っている。果物は日本にもジャムなどに加工され輸出されている。
主食のアエーシ（イーシュ）というパンの原料は小麦であり国内生産も盛んであるが、2010年代においても国内需要の全てを賄うことはできず、約半数は輸入に依存している。コメも古くから生産されており、1917年からジャポニカ米を導入してきた歴史がある。太平洋戦争直後の食糧難の時期（1948年）には日本に輸入され配給に用いられたこともある。

## 交通
エジプトの交通の柱は歴史上常にナイル川であった。アスワン・ハイ・ダムの建設後、ナイル川の流れは穏やかになり、交通路として安定性が増した。しかし貨物輸送はトラック輸送が主となり、内陸水運の貨物国内シェアは2%にすぎない。ファルーカという伝統的な帆船や、観光客用のリバークルーズなどの運航もある。

### 鉄道
鉄道は、国有のエジプト鉄道が運営している。営業キロは5,063キロにのぼり、カイロを起点としてナイル川デルタやナイル河谷の主要都市を結んでいる。

### 航空
航空は、フラッグ・キャリアであるエジプト航空を筆頭にいくつもの航空会社が運行している。カイロ国際空港はこの地域のハブ空港の一つである。

## 国民

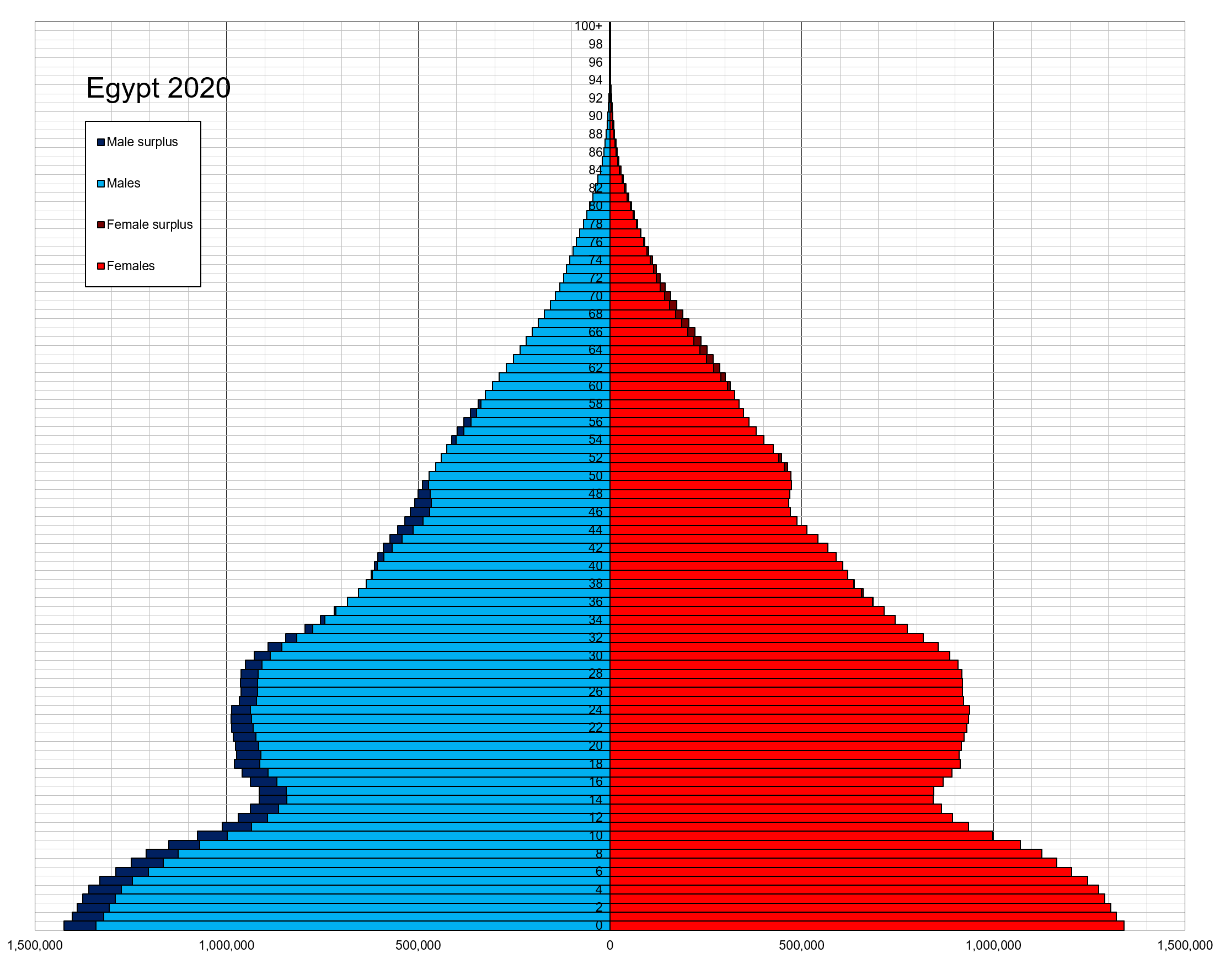
2020年の人口ピラミッド。30歳以下の若年層が非常に多く、若者の失業が深刻な問題となっている。

### 人口構成
エジプトの人口は近年急速に増大し続けており、エジプト中央動員統計局（CAPMAS）によると2020年2月11日に1億人を突破した。年齢構成は0から14歳が33%、15から64歳が62.7%、65歳以上が4.3%（2010年）で、若年層が非常に多く、ピラミッド型の人口構成をしている。しかし、若年層はさらに増加傾向にあるにもかかわらず、経済はそれほど拡大していないため、若者の失業が深刻な問題となっており、2011年エジプト騒乱の原因の一つともなった。年齢の中央値は24歳である。人口増加率は2.033%。

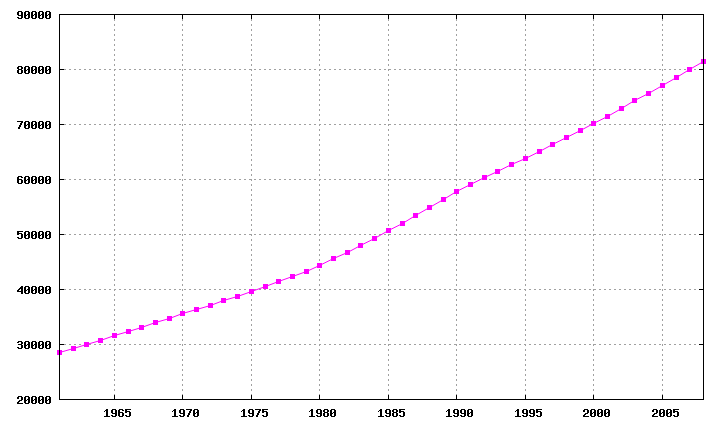
国際連合食糧農業機関の2005年データによるエジプト人口の推移。1960年の3,000万人弱から人口が急増しているのが読み取れる。

### 民族
住民はイスラム教徒とキリスト教徒（コプト教会、東方正教会など）からなるアラブ人がほとんどを占め、そのほかにベドウィン（遊牧民）やベルベル人、ヌビア人、アルメニア人、トルコ人、ギリシア人などがいる。遺伝的に見れば、エジプト住民のほとんどが古代エジプト人の直系であり、エジプト民族との呼称でも呼ばれる所以である。長いイスラーム統治時代の人的交流と都市としての重要性から、多くのアラブ人が流入・定住していったのも事実である。1258年にアッバース朝が崩壊した際、カリフ周辺を含む多くの人々がエジプト（主にカイロ近郊）へ移住したという史実は、中東地域一帯における交流が盛んであったことを示す一例である。現代においてカイロは世界都市となっており、また歴史的にもアル＝アズハル大学は、イスラム教スンナ派で最高権威を有する教育機関として、中東・イスラム圏各地から人々が参集する。

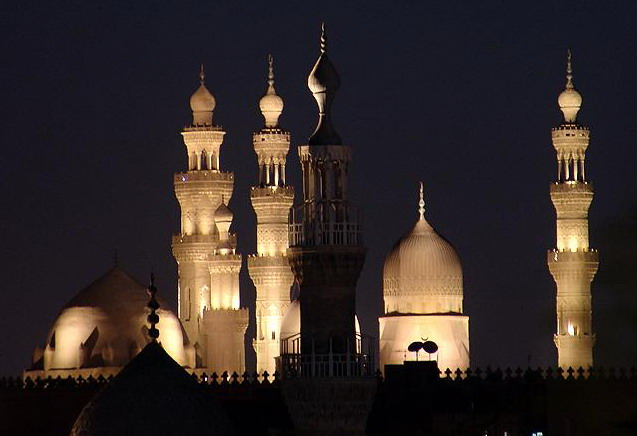
カイロのモスク

なお古代エジプト文明の印象があまりに大きいためか、特に現代エジプトに対する知識を多く持たない人は、現代のエジプト人を古代エジプト人そのままにイメージしていることが多い。すなわち、ギザの大スフィンクスやギザの大ピラミッドを建て、太陽神や様々な神を信仰（エジプト神話）していた古代エジプト人を、現代のエジプト人にもそのまま当てはめていることが多い。しかし、上述のとおり現代エジプト人の9割はイスラム教徒であり、アラビア語を母語とするアラブ人である。それもアラブ世界の中で比較的主導的な立場に立つ、代表的なアラブ人の一つである。

### 言語
現在のエジプトではアラビア語が公用語である。これは、イスラムの征服当時にもたらされたもので、エジプトのイスラム化と同時に普及していった。ただし、公用語となっているのは正則アラビア語（フスハー）だが、実際に用いられているのはアラビア語エジプト方言である。。
古代エジプトの公用語であったエジプト語（4世紀以降の近代エジプト語はコプト語の名で知られる）は、現在では少数のキリスト教徒が典礼言語として使用するほかはエジプトの歴史に興味を持つ知識層が学んでいるだけであり、これを話せる国民は極めて少ない。日常言語としてコプト語を使用する母語話者は数十名程度である。他には地域的にヌビア諸語、教育・ビジネスに英語、文化においてはフランス語なども使われている。

### 宗教
| 宗教構成（エジプト）   | 宗教構成（エジプト）   | 宗教構成（エジプト） | 宗教構成（エジプト） | 宗教構成（エジプト） |
| ---------------------- | ---------------------- | -------------------- | -------------------- | -------------------- |
|                        |                        |                      |                      |                      |
| イスラム教（スンナ派） | イスラム教（スンナ派） |                      | 90%                  | 90%                  |
| キリスト教その他       | キリスト教その他       |                      | 10%                  | 10%                  |

宗教はイスラム教が90%（ほとんどがスンナ派）であり、憲法では国教に指定されている（既述の通り、現在では宗教政党の活動ならびにイスラム主義活動は禁止されている）。その他の宗派では、エジプト土着のキリスト教会であるコプト教会の信徒が9%、その他のキリスト教徒が1%となる。

### 婚姻
多くの場合、婚姻時に女性は改姓しない（夫婦別姓）が、改姓する女性もいる。
一夫多妻制により4人まで婚姻できるが、現在は1人と結婚する者が多い。

### 教育
エジプトの教育制度は、1999年から小学校の課程が1年延び、日本と同じく小学校6年・中学校3年・高校3年・大学4年の6・3・3・4制となっている。義務教育は小学校と中学校の9年である。1923年のエジプト独立の際、初等教育は既に無料とされ、以後段階的に教育の無料化が進展した。1950年には著名な作家でもあった文部大臣ターハー・フセインによって中等教育が無料化され、1952年のエジプト革命によって高等教育も含めた全ての公的機関による教育が無料化された。しかし、公立学校の教員が給料の少なさなどから個人の家庭教師を兼任することが広く行われており、社会問題化している。
小学校は進級試験があるため、家庭教師をつけることもある。授業料は無償化しているが、教育費は日本以上にかかる。なお、高額な授業料の代わりに教育カリキュラムの充実した私立学校も多数存在する。また、エジプト国内に20万以上の小中学校、1,000万人以上の学生、13の主要大学、67の師範学校がある。

新アレクサンドリア図書館

2018年より「エジプト日本学校（EJS＝Egypt-Japan School）」が35校、開校した。これは2017年にJICAが技術協力「学びの質向上のための環境整備プロジェクト」を開始したことに始まるもので、日本の学校教育で行われている学級会や生徒による清掃などをエジプトの教育に取り入れようとする教育方針である。試験的に導入した際には文化的な違いから反発も見受けられたが、校内での暴力が減った、子供が家でも掃除をするようになったなど、徐々に成果が見えるようになり本格的に導入されることになった。
2005年の推計によれば、15歳以上の国民の識字率は71.4%（男性：83%、女性：59.4%）である。2006年にはGDPの4.2%が教育に支出された。
主な高等教育機関としては、アル＝アズハル大学、吉村作治や小池百合子らが出身のカイロ大学（1908年～）などが存在する。
国立図書館として新アレクサンドリア図書館が存在する。

## 治安
エジプトは、失業率が高い低中所得国である。2011年1月と2013年6月の政変に伴い、社会・治安状況が不安定化したものの2014年6月からアッ＝シーシー大統領の就任以後、政治プロセスの進展と共に治安対策が強化され、国内情勢は安定を取り戻しつつある。だが、政府によるエジプトの経済を促進する為の努力が現在も続けられている状態にも拘らず、国民の32.5%は極度の貧困の中で生活している。
一方、カイロを含む各地で発生していたデモ及びそれに伴う衝突事案が減少している事が明らかにされているが、テロ事件の発生頻度は高めとなっている侭である。テロは主に現地警察や教会・モスクを狙ったものが多いが観光地でも死傷者の出る事件が起きており、十分な注意が必要とされている。

### 人権
人権団体の報告によれば、2020年1月の時点でエジプトには約60,000人の政治犯が収容されているとの調査結果がある。

#### ハーリド・サイード事件
アレクサンドリア在住のハーリド・サイードは、2010年6月6日午後11時過ぎ、自宅近くのインターネットカフェにいたところを突然2人の私服警官に取り押さえられ、殴る蹴るの暴行を受けた。集まった群衆の中にいた医師がハーリドの死亡を確認した。
警官の暴行によってあごを割られ、後頭部から出血したことが死因であると遺族は主張した。12日、エジプトの内務省は「強盗容疑などで指名手配中」というハーリドを地元警察の捜査員が発見し逮捕しようとしたが、麻薬入りの袋を飲み込み窒息死したとした上で、「自殺」と断定した。これに対して地元メディアが「当局の人権弾圧の象徴」として大々的に報道したことに加え、地元NGOや国際人権団体アムネスティ・インターナショナルも徹底調査を要請。これを受けて、検察当局は遺体解剖の手続をとるなど、再捜査を開始した。

## マスコミ
エジプトのメディアは、エジプト国内およびアラブ世界で非常に強い影響力を保持している。これは、エジプトのテレビ関連業界や映画業界ならび大勢の視聴者がアラブ世界へ供給している為であり、それらが歴史的に長い事も起因している。
またエジプトでは報道法や出版法およびエジプト刑法に基づき、報道機関を規制ならび統制している現状がある。

## 文化

### 食文化
北アフリカのサハラ砂漠の東部に位置するエジプトは国土の大半が砂漠気候であるが、北部海岸地帯は温暖な地中海性気候で、ナイル川の河口に広がるナイル・デルタはステップ気候である。降雨量は少ないが、豊富なナイル川の水により、流域およびデルタ地帯で様々な作物が作られている。これらの豊富な穀物・野菜・果物などの農作物や地中海やナイル川からの魚介類、肉類では羊肉・牛肉・鶏肉を使った料理が食べられている。
古代エジプトに起源を持つと言われている春祭りシャンム・ナシーム（春香祭）では、ボラを塩漬け・発酵させた魚料理であるフィシーフが食べられるなど、祝祭に関連した食文化も豊かである。

### 文学

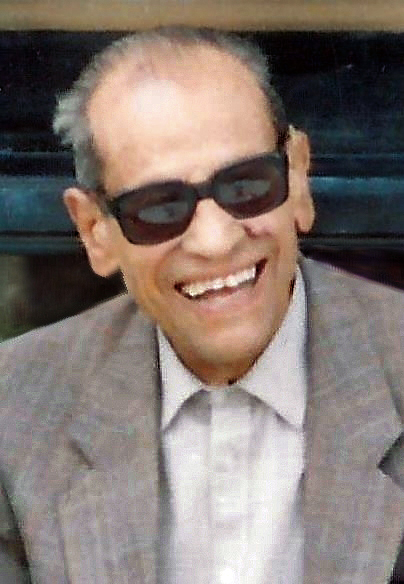
ナギーブ・マフフーズは1988年にノーベル文学賞を受賞した

古代エジプトにおいてはパピルスにヒエログリフで創作がなされ、古代エジプト文学には『死者の書』や『シヌヘの物語』などの作品が現代にも残っている。7世紀にアラブ化した後もエジプトはアラビア語文学の一つの中心地となった。近代の文学者としてターハー・フセインの名が挙げられ、現代の作家であるナギーブ・マフフーズは1988年にノーベル文学賞を受賞している。

### 音楽
エジプトの音楽は隣国に対する何千年にも渡る支配により、その周辺地域へ非常に大きな影響を及ぼしている。たとえば聖書で「古代ヘブライ人によって演奏された」と主張されている楽器はすべて古代エジプトに起源することがエジプト考古学によって判明されている。また、古代ギリシャの音楽の発展に多大な影響を与えている面があることが確認されている。
宗教音楽においては、ムリッド（mulid）と呼ばれるスーフィーなどの伝統を重んじるイスラム教徒と、コプト派のキリスト教徒による祭典における重要な部分であり続けている面が窺える。

### 建築
同国における建築は古代のものが中心に周知されており、現代建築に対してはあまり焦点が当てられていない現状がある。
一方、世界各地において古代エジプトのモチーフとイメージを多用しつつも現代風の仕様を留める建築様式が採用されている。

### 世界遺産
エジプト国内には、ユネスコの世界遺産リストに登録された文化遺産が6件、自然遺産が1件登録されている。

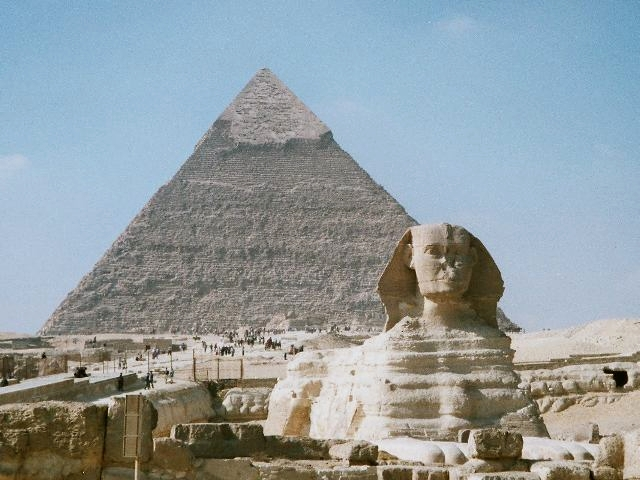
メンフィスとその墓地遺跡-ギーザからダハシュールまでのピラミッド地帯（1979年、文化遺産）
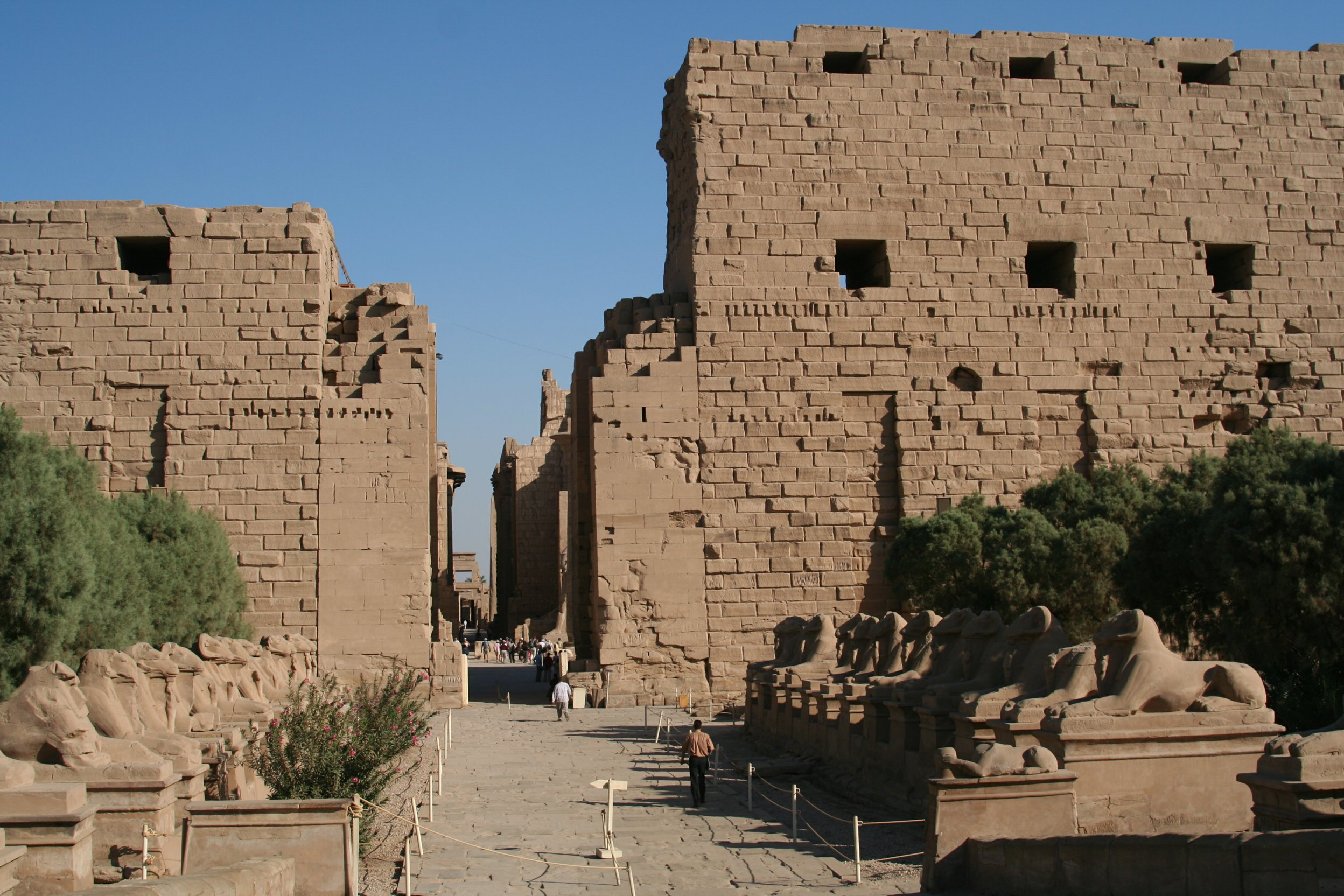
古代都市テーベとその墓地遺跡（1979年、文化遺産）
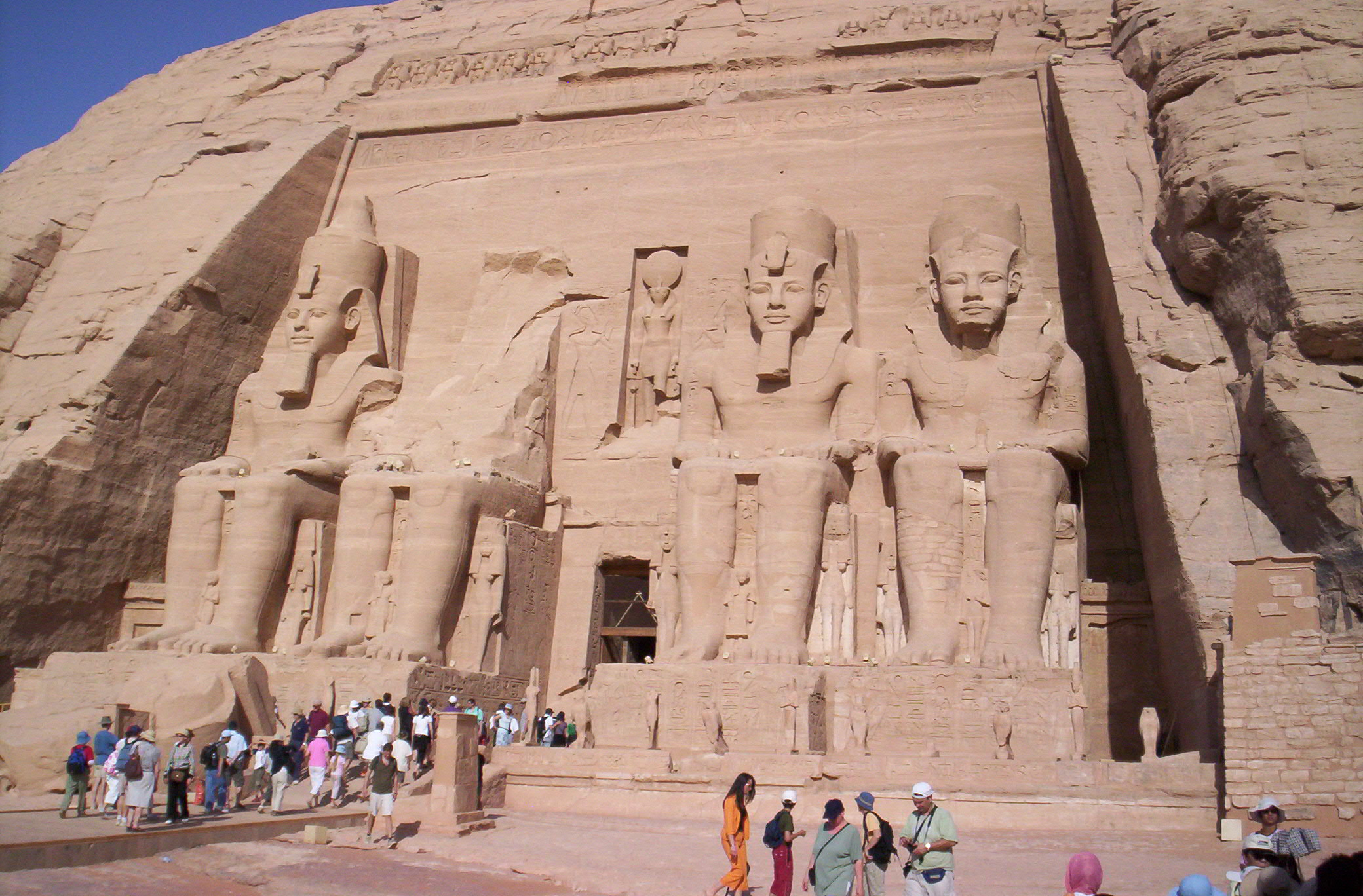
アブ・シンベルからフィラエまでのヌビア遺跡群（1979年、文化遺産）
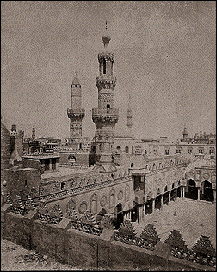
カイロ歴史地区（1979年、文化遺産）
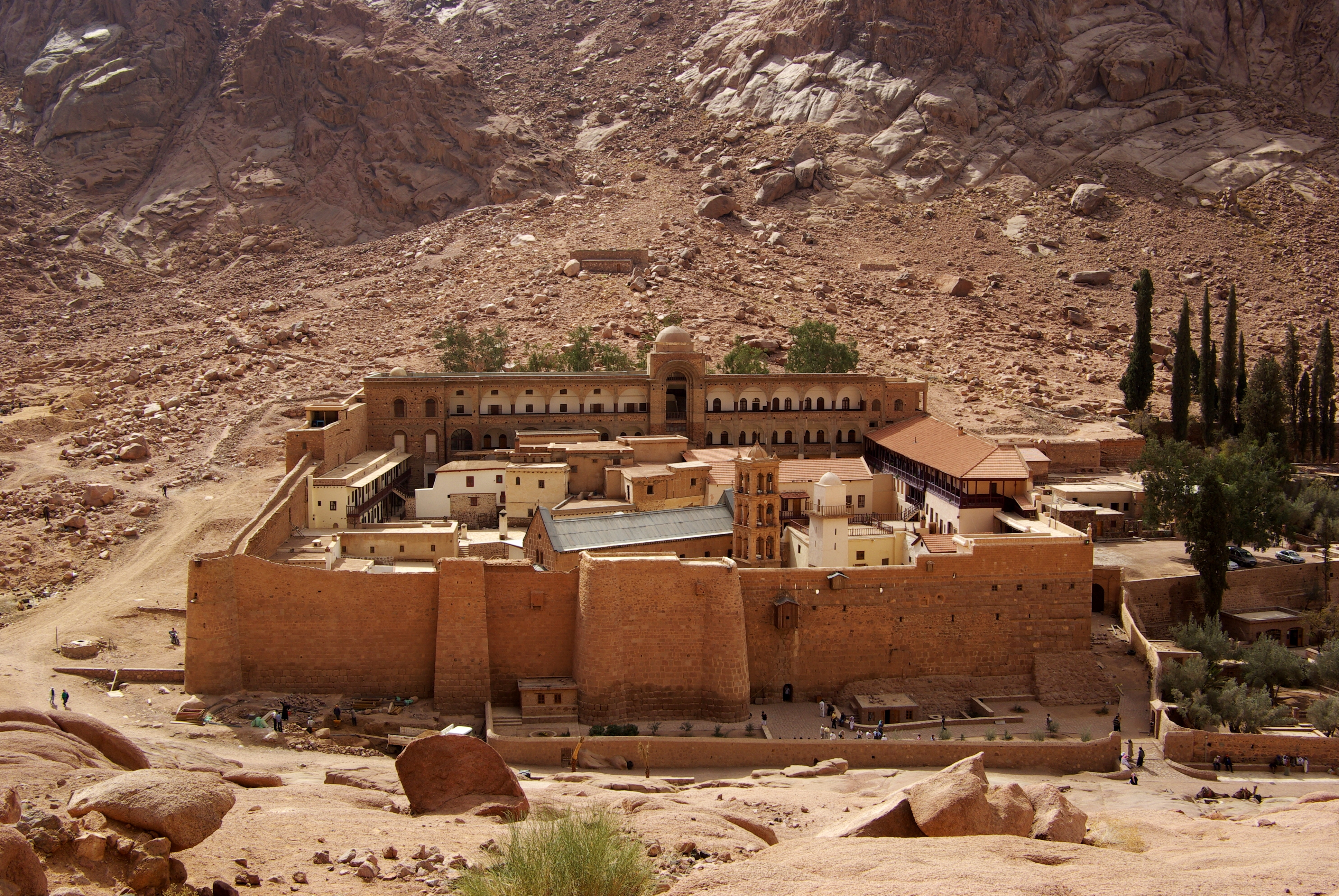
* 聖カトリーナ修道院地域（2002年、文化遺産）
ワディ・アル・ヒタン（2005年、自然遺産）

### 祝祭日
基本となる祝祭日は以下になる。
| 日付    | 日本語表記                    | 現地語表記 | 備考 |
| ------- | ----------------------------- | ---------- | --- |
| 1月7日  | クリスマス                    |            | コプト暦におけるイエス・キリストの誕生祭 |
| 1月25日 | 2011年革命記念日 国家警察の日 |            | 祝祭日が重なる珍しい事例として知られている 革命記念日は2011年時のエジプト革命を記念して制定されたもので、国家警察の日は1952年にイギリス軍が武器の引き渡しとイスマイリア警察署からの避難を拒否した際に、同軍から殺害され負傷した50人の現地警官を称える為に国家警察の意向に基づく形で設立したものである |
| 4月25日 | シナイ解放記念日              |            | 1982年にシナイ半島からイスラエル軍が完全撤退したことを記念して制定されたもの |
| 5月1日  | 労働者の日                    |            | |
| 6月30日 | 2013年政権抗議記念日          |            | 2013年6月の抗議デモを記念して制定されたもの。この数日後にクーデターが発生している |
| 7月23日 | 革命の日                      |            | 2度目のエジプト革命を記念したもの これは1952年に軍事革命として生起したものであり、同時に建国記念日としての意味合いが強い |
| 10月6日 | 軍隊記念日                    |            | 第四次中東戦争でのエジプト軍の最初の攻防が成功したことを記念したもの |

この他にイスラム暦に基づいた移動祝祭日が存在しており、先述したシャンム・ナシーム（東方教会の復活祭の翌日に行われる）もそのうちの一つである。

### スポーツ
エジプトではサッカーが最も人気のスポーツである。サッカー以外ではスカッシュが盛んで、21世紀に入ってからワールドスカッシュ選手権で男女ともに多くの優勝者を輩出している。また、公園が少ないゆえに貧困層は路地でスポーツを楽しみ、富裕層はスポーツクラブで楽しむ。
サッカー

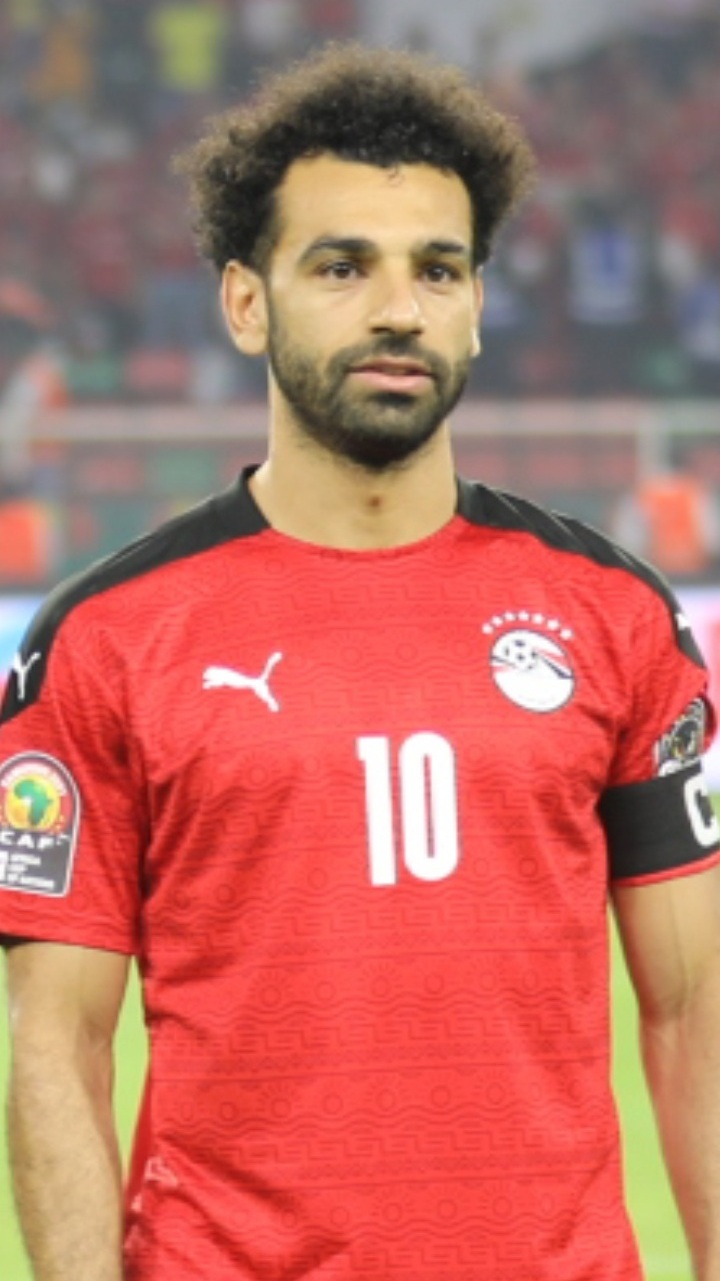
サッカーエジプト代表のモハメド・サラー（2022年）

1948年にプロサッカーリーグのエジプト・プレミアリーグが創設された。同リーグはアル・アハリが圧倒的な強さで支配しており、通算リーグ優勝は40回を超える。また、アフリカ大陸のクラブ王者を決めるCAFチャンピオンズリーグにおいても最多優勝を飾っている。エジプトサッカー協会（EFA）によって構成されるサッカーエジプト代表は、これまでFIFAワールドカップには3度出場している。アフリカネイションズカップでは大会最多優勝を数える。
国の英雄的な存在にはモハメド・サラーがおり、プレミアリーグ年間最優秀選手やプレミアリーグ得点王を複数回獲得している。リヴァプールFCではエースとして、プレミアリーグやUEFAチャンピオンズリーグ制覇を成し遂げた。これらの活躍からエジプトでは絶大な人気を誇り、「エジプトの王」と称されている。2018年に行われたエジプト大統領選挙では当選した現職の大統領（92%得票）に次いで2位となる全体の約5%の票（約100万票）が立候補すらしていないサラーへと投じられている。